# Liste des titres musicaux numéro un en Allemagne en 2023
Cette page liste les titres numéro un dans les meilleures ventes de disques en Allemagne pour l'année 2023 selon Media Control Charts.
Les classements sont issus des 100 meilleures ventes de singles et des 100 meilleures ventes d'albums. Ils se déroulent du vendredi au jeudi, et sont publiés le mardi par l'industrie musicale allemande.

## Classement des singles
| №  | Date          | Artiste                                               | Titre                                                 | Référence |
| -- | ------------- | ----------------------------------------------------- | ----------------------------------------------------- | --------- |
| 1  | 6 janvier     | David Guetta & Bebe Rexha                             | I'm Good (Blue)                                       |           |
| 2  | 13 janvier    | Ayliva feat. Mero                                     | Sie weiß                                              |           |
| 3  | 20 janvier    | Ayliva feat. Mero                                     | Sie weiß                                              |           |
| 4  | 27 janvier    | Miley Cyrus                                           | Flowers                                               |           |
| 5  | 3 février     | Udo Lindenberg & Apache 207                           | Komet                                                 |           |
| 6  | 10 février    | Udo Lindenberg & Apache 207                           | Komet                                                 |           |
| 7  | 17 février    | Udo Lindenberg & Apache 207                           | Komet                                                 |           |
| 8  | 24 février    | Udo Lindenberg & Apache 207                           | Komet                                                 |           |
| 9  | 3 mars        | Udo Lindenberg & Apache 207                           | Komet                                                 |           |
| 10 | 10 mars       | Udo Lindenberg & Apache 207                           | Komet                                                 |           |
| 11 | 17 mars       | Udo Lindenberg & Apache 207                           | Komet                                                 |           |
| 12 | 24 mars       | Udo Lindenberg & Apache 207                           | Komet                                                 |           |
| 13 | 31 mars       | Udo Lindenberg & Apache 207                           | Komet                                                 |           |
| 14 | 7 avril       | RAF Camora feat. Luciano                              | All Night                                             |           |
| 15 | 14 avril      | Udo Lindenberg & Apache 207                           | Komet                                                 |           |
| 16 | 21 avril      | Udo Lindenberg & Apache 207                           | Komet                                                 |           |
| 17 | 28 avril      | Twenty4tim (de)                                       | Icecream                                              |           |
| 18 | 5 mai         | Udo Lindenberg & Apache 207                           | Komet                                                 |           |
| 19 | 12 mai        | Udo Lindenberg & Apache 207                           | Komet                                                 |           |
| 20 | 19 mai        | Udo Lindenberg & Apache 207                           | Komet                                                 |           |
| 21 | 26 mai        | Udo Lindenberg & Apache 207                           | Komet                                                 |           |
| 22 | 2 juin        | Twenty4tim (de) feat. Kitty Kat                       | Hot or Not                                            |           |
| 23 | 9 juin        | Ski Aggu feat. Joost & Otto Waalkes                   | Friesenjung                                           |           |
| 24 | 16 juin       | Ski Aggu feat. Joost & Otto Waalkes                   | Friesenjung                                           |           |
| 25 | 23 juin       | Ski Aggu feat. Joost & Otto Waalkes                   | Friesenjung                                           |           |
| 26 | 30 juin       | Ski Aggu feat. Joost & Otto Waalkes                   | Friesenjung                                           |           |
| 27 | 7 juillet     | Udo Lindenberg & Apache 207                           | Komet                                                 |           |
| 28 | 14 juillet    | Udo Lindenberg & Apache 207                           | Komet                                                 |           |
| 29 | 21 juillet    | Udo Lindenberg & Apache 207                           | Komet                                                 |           |
| 30 | 28 juillet    | Udo Lindenberg & Apache 207                           | Komet                                                 |           |
| 31 | 4 août        | Udo Lindenberg & Apache 207                           | Komet                                                 |           |
| 32 | 11 août       | Udo Lindenberg & Apache 207                           | Komet                                                 |           |
| 33 | 18 août       | Kontra K feat. Lana Del Rey                           | Summertime                                            |           |
| 34 | 25 août       | Luca-Dante Spadafora (de), Niklas Dee (de) & Octavian | Mädchen auf dem Pferd                                 |           |
| 35 | 1er septembre | Sira feat. Bausa & Badchieff (de)                     | 9 bis 9                                               |           |
| 36 | 8 septembre   | Sira feat. Bausa & Badchieff (de)                     | 9 bis 9                                               |           |
| 37 | 15 septembre  | Sira feat. Bausa & Badchieff (de)                     | 9 bis 9                                               |           |
| 38 | 22 septembre  | Sira feat. Bausa & Badchieff (de)                     | 9 bis 9                                               |           |
| 39 | 29 septembre  | Sira feat. Bausa & Badchieff (de)                     | 9 bis 9                                               |           |
| 40 | 6 octobre     | Sira feat. Bausa & Badchieff (de)                     | 9 bis 9                                               |           |
| 41 | 13 octobre    | Ayliva                                                | Hässlich                                              |           |
| 42 | 20 octobre    | Cassö, Raye & D-Block Europe                          | Prada                                                 |           |
| 43 | 27 octobre    | Íñigo Quintero                                        | Si no estás                                           |           |
| 44 | 3 novembre    | RAF Camora feat. Ski Aggu                             | Liebe Grüße                                           |           |
| 45 | 10 novembre   | The Beatles                                           | Now and Then                                          |           |
| 46 | 17 novembre   | Kontra K feat. Santos                                 | Die Sonne                                             |           |
| 47 | 24 novembre   | Cassö, Raye & D-Block Europe                          | Prada                                                 |           |
| 48 | 1er décembre  | Helene Fischer & Shirin David                         | Atemlos durch die Nacht (10 Year Anniversary Version) |           |
| 49 | 8 décembre    | Mariah Carey                                          | All I Want for Christmas Is You                       |           |
| 50 | 15 décembre   | Mariah Carey                                          | All I Want for Christmas Is You                       |           |
| 51 | 22 décembre   | Mariah Carey                                          | All I Want for Christmas Is You                       |           |
| 52 | 29 décembre   | Mariah Carey                                          | All I Want for Christmas Is You                       |           |

## Classement des albums
| №  | Date          | Artiste                    | Titre                               | Référence |
| -- | ------------- | -------------------------- | ----------------------------------- | --------- |
| 1  | 6 janvier     | Lord of the Lost           | Blood & Glitter                     |           |
| 2  | 13 janvier    | Daniela Alfinito           | Frei und grenzenlos                 |           |
| 3  | 20 janvier    | Fantasy                    | Mitten im Feuer                     |           |
| 4  | 27 janvier    | Die Amigos                 | Best Of                             |           |
| 5  | 3 février     | Mono Inc.                  | Ravenblack                          |           |
| 6  | 10 février    | Donots                     | Heut ist ein guter Tag              |           |
| 7  | 17 février    | In Flames                  | Forgone                             |           |
| 8  | 24 février    | Pink                       | TRUSTFALL                           |           |
| 9  | 3 mars        | Nina Chuba                 | Glas                                |           |
| 10 | 10 mars       | AnnenMayKantereit          | Es ist Abend und wir sitzen bei mir |           |
| 11 | 17 mars       | Schiller                   | Illuminate                          |           |
| 12 | 24 mars       | U2                         | Songs of Surrender                  |           |
| 13 | 31 mars       | Depeche Mode               | Memento Mori                        |           |
| 14 | 7 avril       | Depeche Mode               | Memento Mori                        |           |
| 15 | 14 avril      | Linkin Park                | Meteora                             |           |
| 16 | 21 avril      | Metallica                  | 72 Seasons                          |           |
| 17 | 28 avril      | Finch                      | Dorfdisko zwei                      |           |
| 18 | 5 mai         | Bonez MC & Gzuz            | High & Hungrig 3                    |           |
| 19 | 12 mai        | Ed Sheeran                 | -                                   |           |
| 20 | 19 mai        | Reezy (de)                 | Mr. Misunderstood                   |           |
| 21 | 26 mai        | Swiss und die Andern       | Erstmal zu Penny                    |           |
| 22 | 2 juin        | Peter Fox                  | Love Songs                          |           |
| 23 | 9 juin        | Silbermond                 | Auf Auf                             |           |
| 24 | 16 juin       | Apache 207                 | Gartenstadt                         |           |
| 25 | 23 juin       | Montez (de)                | Liebe in Gefahr                     |           |
| 26 | 30 juin       | RAF Camora                 | XV                                  |           |
| 27 | 7 juillet     | Beatrice Egli              | Balance                             |           |
| 28 | 14 juillet    | Kollegah                   | La Deutsche Vita                    |           |
| 29 | 21 juillet    | Peter Fox                  | Love Songs                          |           |
| 30 | 28 juillet    | Feuerschwanz               | Fegefeuer                           |           |
| 31 | 4 août        | Fury in the Slaughterhouse | Hope                                |           |
| 32 | 11 août       | Die Schlagerpiloten        | Rio                                 |           |
| 33 | 18 août       | Samy Deluxe                | Hochkultur 2                        |           |
| 34 | 25 août       | Madsen                     | Hollywood                           |           |
| 35 | 1er septembre | Ayliva                     | Schwarzes Haus                      |           |
| 36 | 8 septembre   | Katja Krasavice            | Ein Herz für Bitches                |           |
| 37 | 15 septembre  | Olivia Rodrigo             | Guts                                |           |
| 38 | 22 septembre  | Twenty4tim (de)            | Phoenix                             |           |
| 39 | 29 septembre  | Fantasy                    | Das Beste                           |           |
| 40 | 6 octobre     | Ed Sheeran                 | Autumn Variations                   |           |
| 41 | 13 octobre    | Santiano                   | Doggerland                          |           |
| 42 | 20 octobre    | Ski Aggu                   | Denk mal drüber nach…               |           |
| 43 | 27 octobre    | The Rolling Stones         | Hackney Diamonds                    |           |
| 44 | 3 novembre    | Taylor Swift               | 1989 (Taylor's Version)             |           |
| 45 | 10 novembre   | 01099 (de)                 | Blaue Stunden                       |           |
| 46 | 17 novembre   | Kontra K                   | Die Hoffnung klaut mir niemand      |           |
| 47 | 24 novembre   | Andrea Berg                | Weihnacht                           |           |
| 48 | 1er décembre  | Casper                     | Nur Liebe, immer.                   |           |
| 49 | 8 décembre    | Wincent Weiss (de)         | Wincents Weisse Weihnachten         |           |
| 50 | 15 décembre   | The Rolling Stones         | Hackney Diamonds                    |           |
| 51 | 22 décembre   | The Rolling Stones         | Hackney Diamonds                    |           |
| 52 | 29 décembre   | Michael Bublé              | Christmas                           |           |

## Hit-parade de l'année
| Singles | Albums |
| --- | --- |
| 1. Udo Lindenberg & Apache 207 – Komet 2. Miley Cyrus – Flowers 3. Ayliva feat. Mero - Sie weiß 4. Nina Chuba - Wildberry Lillet 5. David Guetta & Bebe Rexha - I'm Good (Blue) 6. Peter Fox feat. Inéz - Zukunft Pink 7. Makko & Miksu/Macloud - Nachts wach 8. Sira feat. Bausa & Badchieff - 9 bis 9 9. Yung Yury - Tabu 10. Tom Odell - Another Love | 1. The Rolling Stones - Hackney Diamonds 2. Depeche Mode - Memento Mori 3. Metallica – 72 Seasons 4. Apache 207 – Gartenstadt 5. Taylor Swift – 1989 (Taylor's Version) 6. Herbert Grönemeyer – Das ist los 7. Ayliva – Schwarzes Herz 8. Nina Chuba – Glas 9. Taylor Swift – Midnights 10. Kontra K - Die Hoffnung klaut mir niemand |